# Mai Văn Ngọc
Mai Văn Ngọc (1882-1932), còn có tên là Mai Bạch Ngọc, hiệu Nhâm Sinh; là một chí sĩ yêu nước ở đầu thế kỷ 20 trong lịch sử Việt Nam.

## Tiểu sử sơ lược
Mai Văn Ngọc sinh trưởng ở làng Điều Hòa, quận Châu Thành, tỉnh Mỹ Tho (nay là thành phố Mỹ Tho, tỉnh Tiền Giang).
Theo nhà văn Hồ Hữu Tường, thì ngay khi còn bồng ẵm trên tay, mẹ ông đã đem ông cho một gia đình khá giả họ Mai. Đến tuổi đi học, cha mẹ nuôi cho ông học chữ Hán, và ông đã học rất giỏi.
Nổi tiếng thông thái, lại có chí khí, nên sau này ông được nữ sĩ Sương Nguyệt Anh quý mến gả người con gái duy nhất là bà Nguyễn Thị Vinh cho ông. Sau khi lấy vợ, ông bắt đầu tự học thêm chữ Pháp. Tuy nhiên, vợ ông mất sớm sau khi sinh xong cô con gái đầu lòng là Mai Huỳnh Hoa.
Vốn có lòng yêu nước, khi các chí sĩ như Phan Châu Trinh, Võ Hoành, Nguyễn Quyền, Dương Bá Trạc,... bị nhà cầm quyền Pháp đưa đi an trí tại các tỉnh Nam Kỳ, ông đều tìm cách giúp đỡ. Làm việc này nhiều lần, ông bị mật thám Pháp để ý. Tuy nhiên mãi đến khi Nguyễn An Ninh và Phan Văn Hùm tìm đến ông, thì nhà cầm quyền thực dân mới ra lệnh bắt ông để điều tra.
Hay tin, Mai Văn Ngọc trốn sang Lào, nhưng sau đó ông vẫn bị bắt giải về giam tại Khám Lớn Sài Gòn khoảng cuối năm 1931. Đến năm Nhâm Thân (1932), thì ông mất trong tù, lúc 50 tuổi.

## Nhận xét
Mai Văn Ngọc là người tài cao, học rộng, nhưng cả đời không màng tưởng đến công danh. Ông sống cao khiết và đạm bạc, được nhiều người kính nể, trong đó có cả Phạm Quỳnh khi ông này vào Nam Kỳ và đã tìm đến ông.
Hai chí sĩ khác cũng rất quý trọng ông, là Nguyễn An Ninh và Phan Văn Hùm. Đối lại, Mai Văn Ngọc cũng rất tán thưởng chủ thuyết "Cao vọng thanh niên" và lập trường chống Pháp của hai ông. Sau này, Mai Văn Ngọc còn thuận gả cô con gái duy nhất của mình là Mai Huỳnh Hoa cho Phan Văn Hùm, dù biết rằng ông Hùm đang dấn thân vào con đường chống thực dân Pháp đầy hiểm nguy.
Theo Huỳnh Minh, có lần Nguyễn An Ninh hỏi ông về cảm nghĩ đối với các nhà tư tưởng xưa nay, thì ông không đáp mà chỉ trao bốn câu thơ sau: 
Thế giới bổn vô chân ác mĩ
Nhân tâm đồ tự vọng thanh ô.
Nhược giao đạo đức tùy nhơn đạo
Tranh chấp tùng tư hữu sở do.
Dịch nghĩa:
Bản chất thế giới vốn không có điều chân chính, cái ác hay cái đẹp
Chỉ do lòng ham muốn của con người mà trở thành trong sáng hay đen tối.
Việc kết giao đạo đức là tuy vào đạo lý con người
Việc tranh chấp sở hữu là do ham muốn riêng tư mà nên.
Nhà văn Hồ Hữu Tường có lời bình: Chỉ trong 28 chữ mà duy tâm, duy vật thảy đều bị vượt qua, ba vấn đề "chân-thiện-mỹ" mất hết giá trị tuyệt đối và nền tảng chắc chắn của nhân bản đã được đặt ra.
Hiện ở phường 10, quận Phú Nhuận, Thành phố Hồ Chí Minh có con đường mang tên ông.